# روسيا وأسلحة الدمار الشامل
وفقًا لاتحاد العلماء الأمريكيين، وهي منظمة تُقيم مخزونات الأسلحة النووية، اعتبارًا من عام 2018، تمتلك روسيا الاتحادية ما يقرب من 6,500 رأس حربي نووي. بالإضافة إلى الأسلحة النووية، أعلنت روسيا عن ترسانة من 39,967 طنًا من الأسلحة الكيميائية في عام 1997. صدق الاتحاد السوفياتي على بروتوكول جنيف في 5 أبريل 1928 مع تحفظات على البروتوكول، وتخلى الروس عن تحفظاتهم في 18 يناير 2001. وروسيا هي أيضًا طرف في معاهدتي حظر الأسلحة البيولوجية وحظر الأسلحة الكيميائية. بلغ الاتحاد السوفيتي الذروة في المخزونات في عام 1986 وقدرها 45,000 رأس نووي. وتشير التقديرات إلى أن الاتحاد السوفياتي أنتج ما بين 1949 و1991 نحو 55,000 رأس نووي. في أوائل عام 2019، كانت روسيا والولايات المتحدة تمتلكان أكثر من 90 ٪ من إجمالي الأسلحة النووية في العالم والتي عددها 13,865.

## الأسلحة النووية

### التاريخ

#### عصر ما بعد الاتحاد السوفيتي
عند تفكك الاتحاد السوفيتي في عام 1991، نُشرت الأسلحة النووية السوفيتية في أربع من الجمهوريات الجديدة: روسيا وأوكرانيا وبيلاروس وكازاخستان. في مايو 1992، وقعت هذه الدول الأربع على معاهدة لشبونة، ووافقت على الانضمام إلى معاهدة الحد من انتشار الأسلحة النووية، وانضمام روسيا الدولة الخلف للاتحاد السوفياتي كدولة نووية، والدول الثلاث الأخرى كدول غير نووية.
وافقت أوكرانيا على التخلي عن أسلحتها لروسيا، مقابل ضمانات أمنية من روسيا والمملكة المتحدة والولايات المتحدة للأراضي الأوكرانية، والمعروفة باسم مذكرة بودابست للضمانات الأمنية. وأدلت الصين وفرنسا أيضًا ببيانين لدعم المذكرة.

### الترسانة النووية لروسيا
يعتبر العدد الدقيق للرؤوس الحربية النووية من المعلومات السرية للدول وبالتالي فهو مسألة تخمين. يقدر اتحاد العلماء الأمريكيين أن روسيا تمتلك 6,500 سلاح نووي، بينما تمتلك الولايات المتحدة 6185 سلاحًا نوويًا، تمتلك كل من روسيا والولايات المتحدة 1600 رأس نووي استراتيجي نشط.
صاروخ آر اس-28 (باللغة الروسية: РС-28 Сармат، لقب تعريفه بالناتو: ساتان (الشيطان) 2)، هو صاروخ روسي باليستي عابر للقارات ثقيل للغاية يعمل بالوقود السائل مسلح بالقنبلة الهيدروجينية ويُطور من قبل مكتب تطوير الصواريخ ماكييف. منذ عام 2009، والغرض منه استبدال صاروخ آر-26 السابق. تسمح حمولته الكبيرة بتسليحه بما يصل إلى 10 رؤوس حربية ثقيلة أو 15 رأسًا أخف أو ما يصل إلى 24 أفانجارد (يو-71) بمركبة نقل تتبع مسار انزلاقي وبسرعة فرط صوتية، أو مزيج من الرؤوس الحربية وكميات كبيرة من الوسائل المضادة المصممة لهزيمة الأنظمة المضادة للصواريخ، ويعتبره الجيش الروسي رد فعل على منظومة الضربة العالمية الفورية الأمريكية.
في عام 2015، ظهرت معلومات مفادها أن روسيا ربما تطور طوربيدًا نوويًا جديدًا، يصل إلى 100 ميغاطن، ويعرف بنظام المحيطات متعدد الأغراض ستاتوس-6، أطلق مسؤولو البنتاغون عليه الاسم الحركي «كانيون». صُمم هذا السلاح ليخلق موجة تسونامي يصل طولها إلى 500 متر يمكنها أن تلوث إشعاعيًا منطقة واسعة من سواحل العدو بالكوبالت 60، وتكون محصنة ضد أنظمة الدفاع المضادة للصواريخ مثل أسلحة الليزر والريلغان التي قد تعطل الصواريخ العابرة للقارات، وغواصتان محتملتان حاملتان للسلاح، المشروع 09852 بيلغورود، والمشروع 09851 خاباروفسك، هما غواصتان جديدتان بدأ العمل عليهما في عامي 2012 و2014 على التوالي. يبدو أن ستاتوس 6 سلاح رادع ويترك كملاذ أخير. ويبدو أن الغواصة مصغرة روبوتية على شكل طوربيد، والتي يمكن أن تتحرك بسرعة 185 كم / ساعة (100 عقدة)، تشير معلومات أحدث إلى أن السرعة القصوى تصل إلى 100 كم / ساعة (54 عقدة)، وبمدى 10,000 كيلومتر (6,200 ميل) والحد الأقصى للعمق 1,000 متر (3,300 قدم). هذه الغواصة المتحكم بها عن بعد تمتلك تكنولوجيا التخفي للهروب من أجهزة التتبع الصوتي.